# Ephemerella dorothea
Ephemerella dorothea je druh jepice z čeledi Ephemerellidae. Žije v Severní Americe. Jako první tento druh popsal Needham v roce 1908.